# Кравец, Андрей Владимирович
Андрей Владимирович Кравец (укр. Кравець Андрій Володимирович, род. 12.12.1990) — украинский игрок в го, обладатель профессионального 1 дана от Европейской федерации го.
Кравец начал играть в го в 8 лет, через несколько лет после этого стал чемпионом Европы до 12 лет. После окончания университета отправился изучать го в Китай, в сумме он провёл там год.
В 2017 году Кравец занял первое место на четвёртом квалификационном турнире Европейской федерации го и стал обладателем европейского профессионального дана.
С 2011 года многократно занимал призовые места на Pandanet Go European Team Championship.
Победитель чемпионата второй лиги Украины по го 2011 года, мастер спорта.